# シラキュース大学出版局
シラキュース大学出版局 (シラキュースだいがくしゅっぱんきょく、Syracuse University Press) は、シラキュース大学内の大学出版局である。米国大学出版部協会会員。
1943年8月2日、当時の学長ウィリアム・ピアソン・トリー (William Pearson Tolley) が設立。重点分野は、中東研究、ネイティヴ・アメリカン研究、平和と紛争解決、アイルランド研究、ユダヤ研究など。